# Romanzo filosofico
Il romanzo filosofico è un romanzo che ha come scopo quello di trasmettere dei concetti filosofici. Un analogo testo narrativo breve è detto racconto filosofico.

## Descrizione
Il genere nacque quando la metafisica, un tempo regina delle scienze, andò in crisi in seguito alla diffusione dell'illuminismo e delle scienze positive. In risposta all'astrattezza del trattato filosofico nacque il romanzo filosofico che esponeva teorie filosofiche in modo romanzato, narrando la vita di un personaggio in carne e ossa che, a partire dalle proprie esperienze, elabora una propria filosofia. Il famoso filosofo francese Voltaire (vissuto nel XVIII secolo) scrisse un romanzo filosofico (Candide). In questo romanzo Voltaire volle confutare l'affermazione di Leibniz Noi viviamo nel migliore dei mondi possibili narrando la storia di un giovane che è stato iniziato alla filosofia di Leibniz da un suo maestro e che ha avuto una vita piena di disavventure.
A Voltaire s’ispirò in seguito Leonardo Sciascia con il suo Candido, ovvero un sogno fatto in Sicilia pubblicato nel 1977.
Altri scrittori di romanzi filosofici furono Merleau-Ponty e Deleuze, che hanno spiegato perché si mescolano arte e sapere. Secondo Merleau-Ponty i romanzi filosofici hanno lo scopo di dimostrare che le sistemazioni razionali di una morale, di una politica, o dell'arte, non hanno mai valore contro la premeditazione dell'ignoto. Per loro per recuperare il significato di filosofia come ricerca razionale della verità bisogna che la filosofia sia esposta in un saggio o in un trattato ma in un romanzo.
Secondo Roberto Prandoni:
(Roberto Prandoni)
Anche il filosofo esistenzialista Sartre ha scritto un romanzo filosofico, La nausea. Esso non è un vero e proprio romanzo ma espone teorie filosofiche pur uscendo dallo schema del saggio. Altro esempio di romanzo filosofico è Lo straniero di Albert Camus in cui viene esposta la visione del mondo del protagonista del romanzo.
Uno dei romanzi filosofici più noti è Alla ricerca del tempo perduto di Marcel Proust. In quest'opera Proust sostiene che i filosofi si occupano di metafisica non perché vogliano conoscere il vero ma in funzione di una situazione concreta. Per lui colui che ricerca la verità è un geloso sotto la pressione delle bugie dell'amato.
Uno dei romanzi filosofici scritti in tempo recente più conosciuti è Il mondo di Sofia di Jostein Gaarder. In questo romanzo viene narrata la storia di Sofia Amundsen, ragazza norvegese che riceve lettere che parlano di filosofia inviatele da un misterioso filosofo. Appassionatasi alla disciplina, Sofia ben presto conosce di persona il filosofo e si trova coinvolta in avvenimenti inspiegabili. Alla fine si capisce perché questi avvenimenti inspiegabili avvengono.
Un sottogenere del romanzo filosofico è la fantascienza filosofica, il cui esponente più noto è Philip K. Dick. Praticamente tutti i suoi romanzi hanno risvolti filosofici, con particolare riferimento all'ontologia.